# C queue croisée
C queue croisée, , est une lettre additionnelle latine utilisée comme symbole dans certaines transcriptions phonétiques comme la transcription Dania ou la transcription de la conférence de Copenhague de 1925. Il est composé d’un c ‹ c › avec une queue croisée.

## Utilisation
Dans la transcription Dania, le c queue croisée est utilisé pour représenter une consonne occlusive palatale voisée [ɟ].

## Représentations informatiques
Le c queue croisée n’est pas inclus dans un codage informatique standard.